# 邓前堆
邓前堆（1964年—），男，怒族，云南福贡人，中华人民共和国医生，中国共产党党员，现为云南省怒江州福贡县石月亮乡拉马底村乡村医生。

## 生平
毕业于云南省怒江州卫生学校中专班专业，曾荣获第三届全国道德模范－全国敬业奉献模范。是中共十八大代表、第十二届全国人大代表。